# فيرخوفينا
فيركوفينا (Верховина) هي مدينة في مقاطعة إفانو-فرانكيفسكا في أوكرانيا.
يبلغ عدد سكانها حوالي 5390 نسمة.

## المناخ
يظهر الجدول التالي التغييرات المناخية على مدار السنة لفيرخوفينا:
| البيانات المناخية لـفيرخوفينا | البيانات المناخية لـفيرخوفينا | البيانات المناخية لـفيرخوفينا | البيانات المناخية لـفيرخوفينا | البيانات المناخية لـفيرخوفينا | البيانات المناخية لـفيرخوفينا | البيانات المناخية لـفيرخوفينا | البيانات المناخية لـفيرخوفينا | البيانات المناخية لـفيرخوفينا | البيانات المناخية لـفيرخوفينا | البيانات المناخية لـفيرخوفينا | البيانات المناخية لـفيرخوفينا | البيانات المناخية لـفيرخوفينا | البيانات المناخية لـفيرخوفينا |
| الشهر                         | يناير                         | فبراير                        | مارس                          | أبريل                         | مايو                          | يونيو                         | يوليو                         | أغسطس                         | سبتمبر                        | أكتوبر                        | نوفمبر                        | ديسمبر                        | المعدل السنوي                 |
| ----------------------------- | ----------------------------- | ----------------------------- | ----------------------------- | ----------------------------- | ----------------------------- | ----------------------------- | ----------------------------- | ----------------------------- | ----------------------------- | ----------------------------- | ----------------------------- | ----------------------------- | ----------------------------- |
| المتوسط اليومي °م (°ف)        | −5.1 (22.8)                   | −3.2 (26.2)                   | 1.3 (34.3)                    | 7.4 (45.3)                    | 12.5 (54.5)                   | 15.5 (59.9)                   | 16.9 (62.4)                   | 16.6 (61.9)                   | 12.9 (55.2)                   | 7.6 (45.7)                    | 2.2 (36.0)                    | −2.4 (27.7)                   | 6.9 (44.4)                    |
| الهطول مم (إنش)               | 38 (1.5)                      | 36 (1.4)                      | 38 (1.5)                      | 60 (2.4)                      | 88 (3.5)                      | 109 (4.3)                     | 104 (4.1)                     | 81 (3.2)                      | 54 (2.1)                      | 41 (1.6)                      | 42 (1.7)                      | 46 (1.8)                      | 737 (29.1)                    |
| المصدر: Climate-Data.org      |                               |                               |                               |                               |                               |                               |                               |                               |                               |                               |                               |                               |                               |

## معرض صور

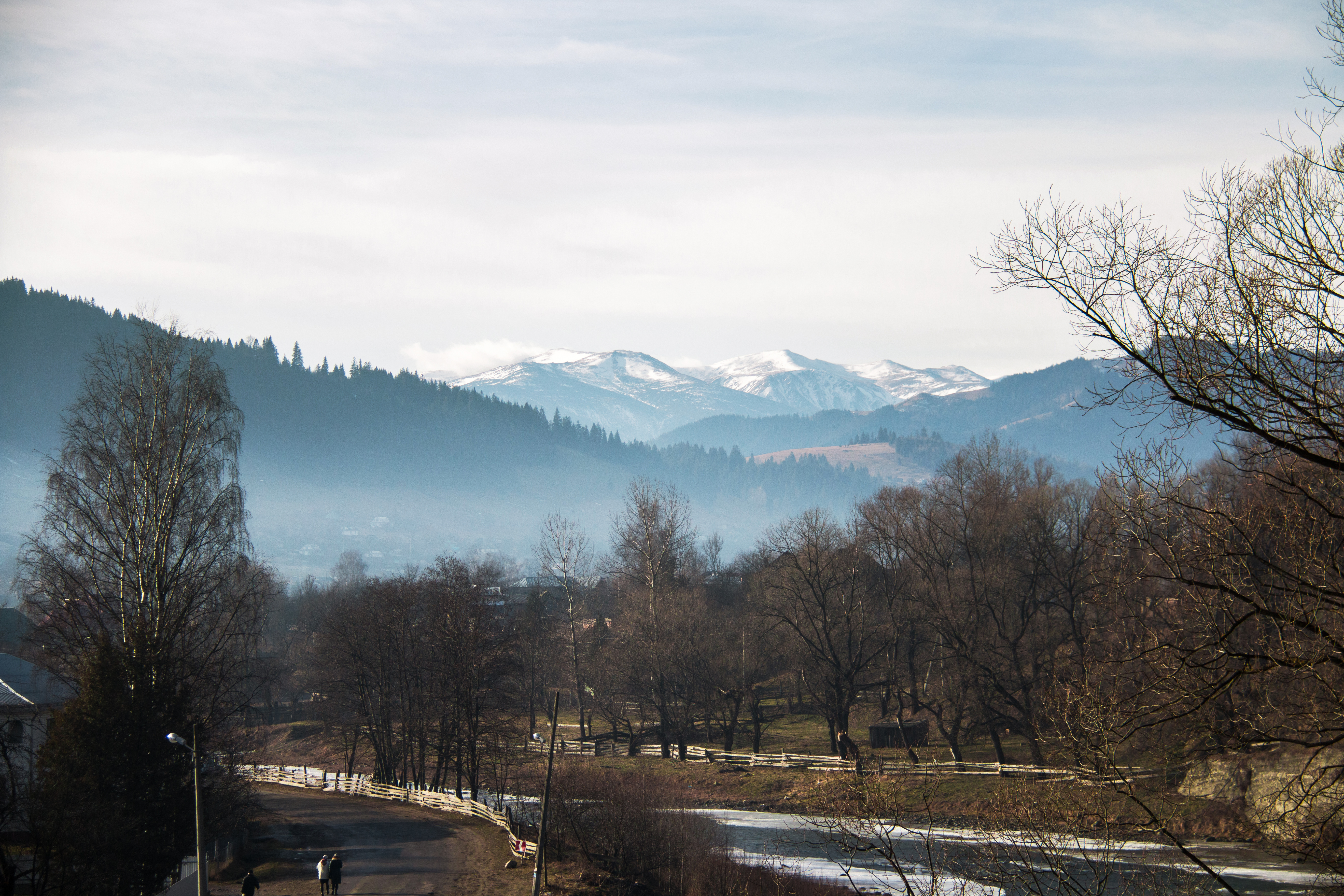
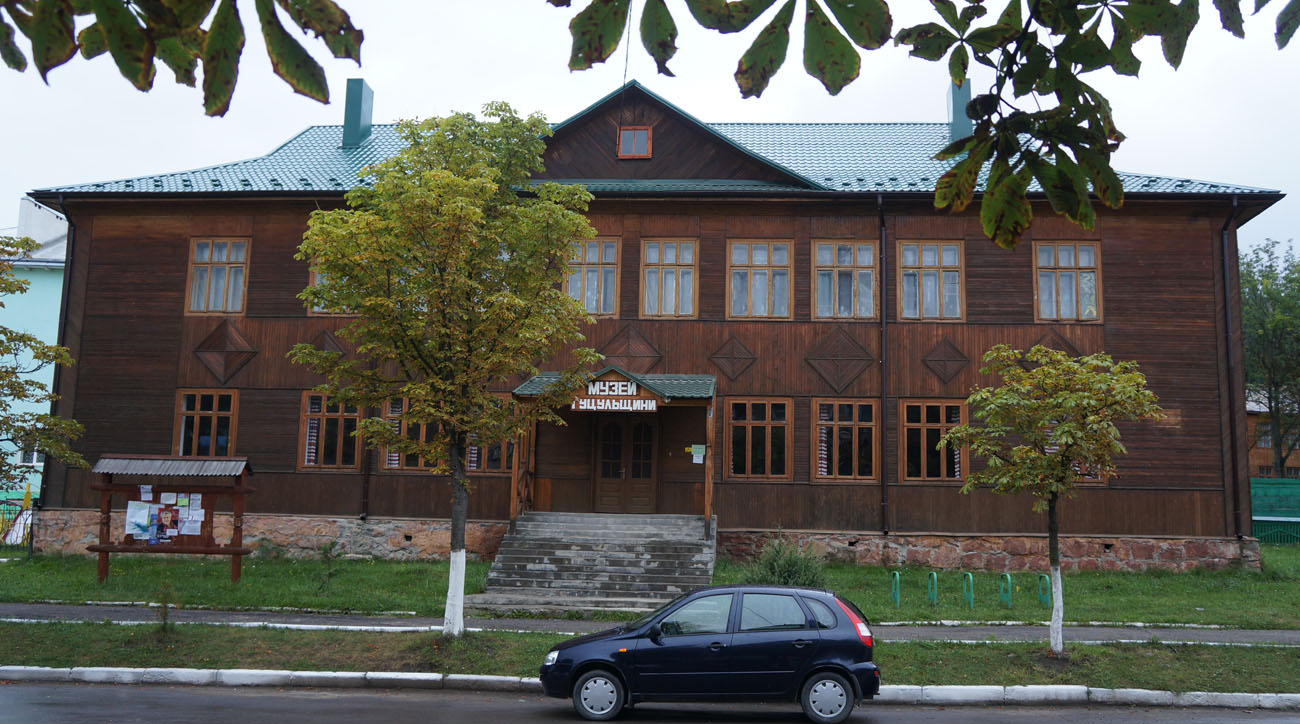
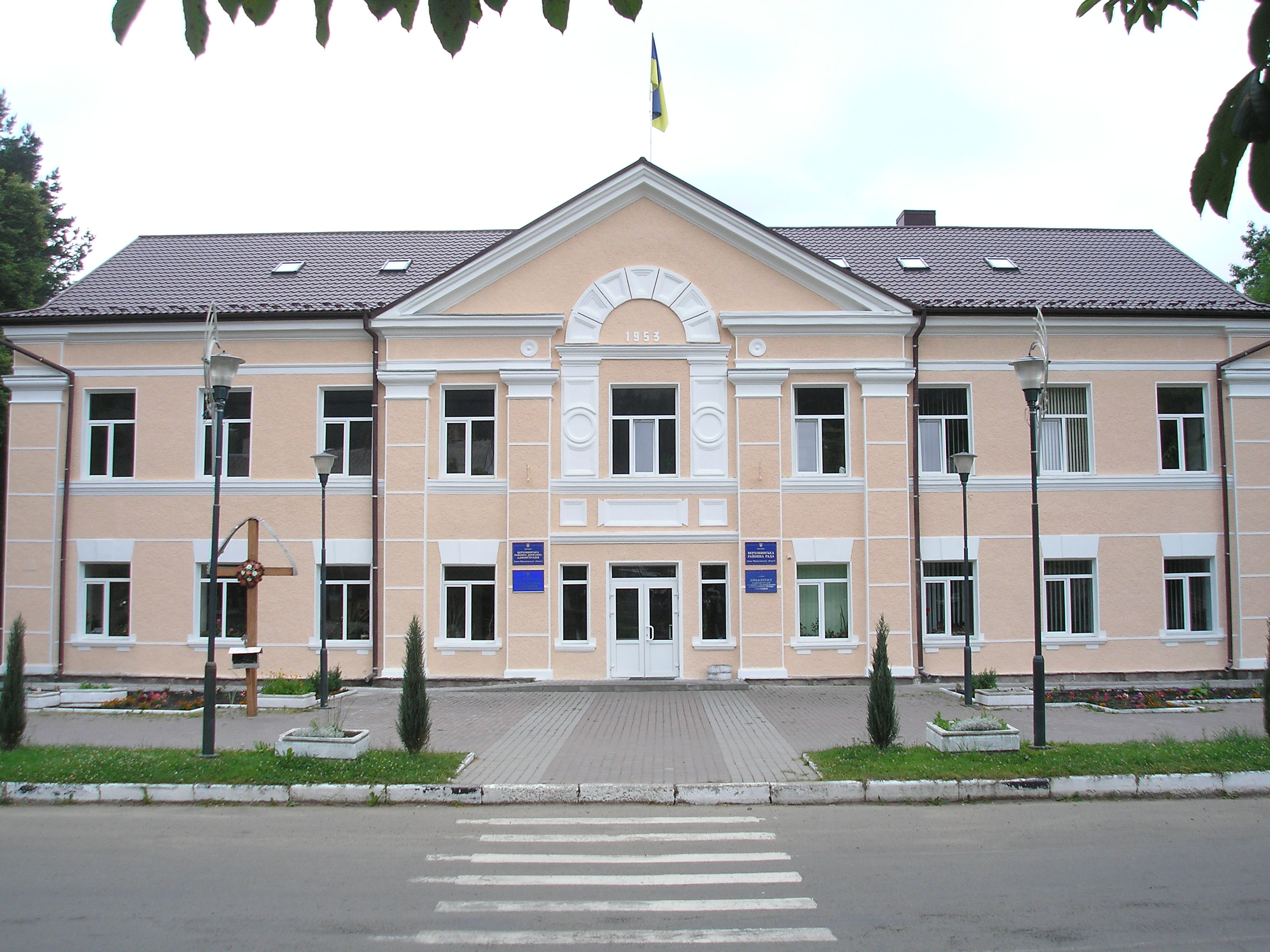
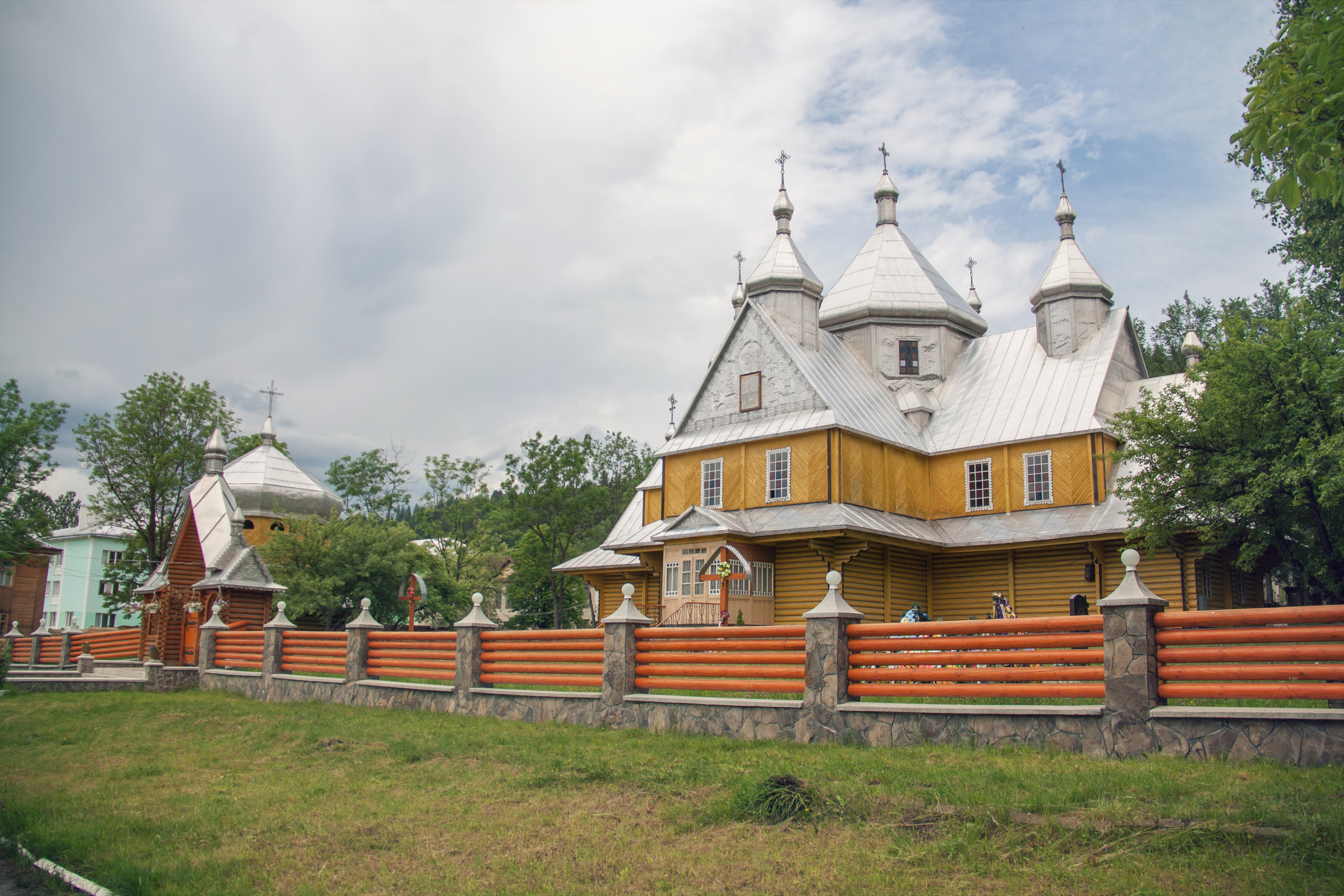
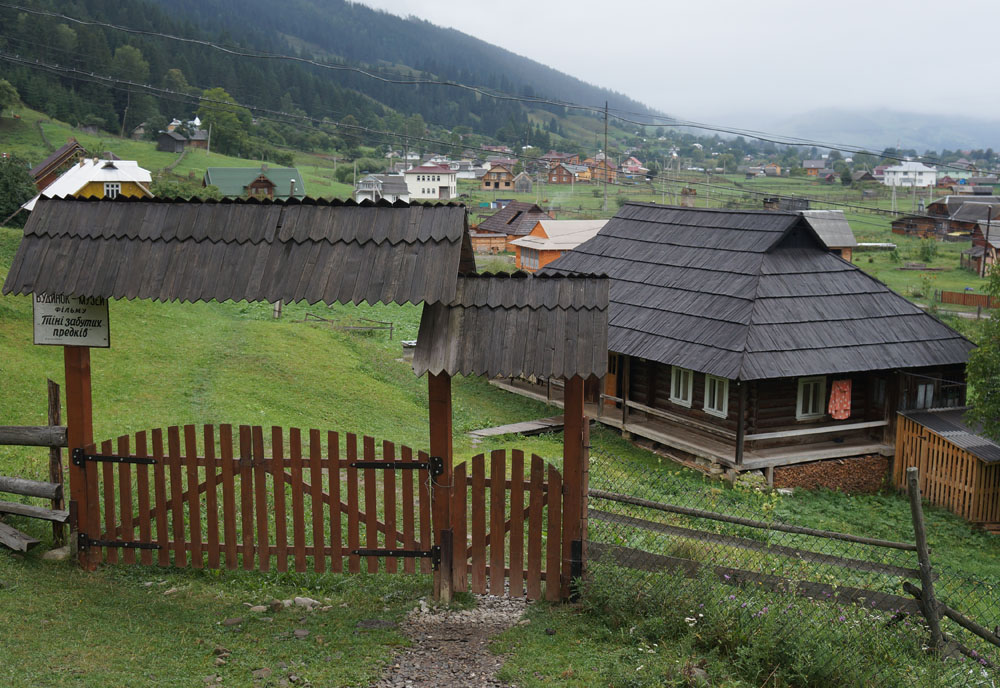
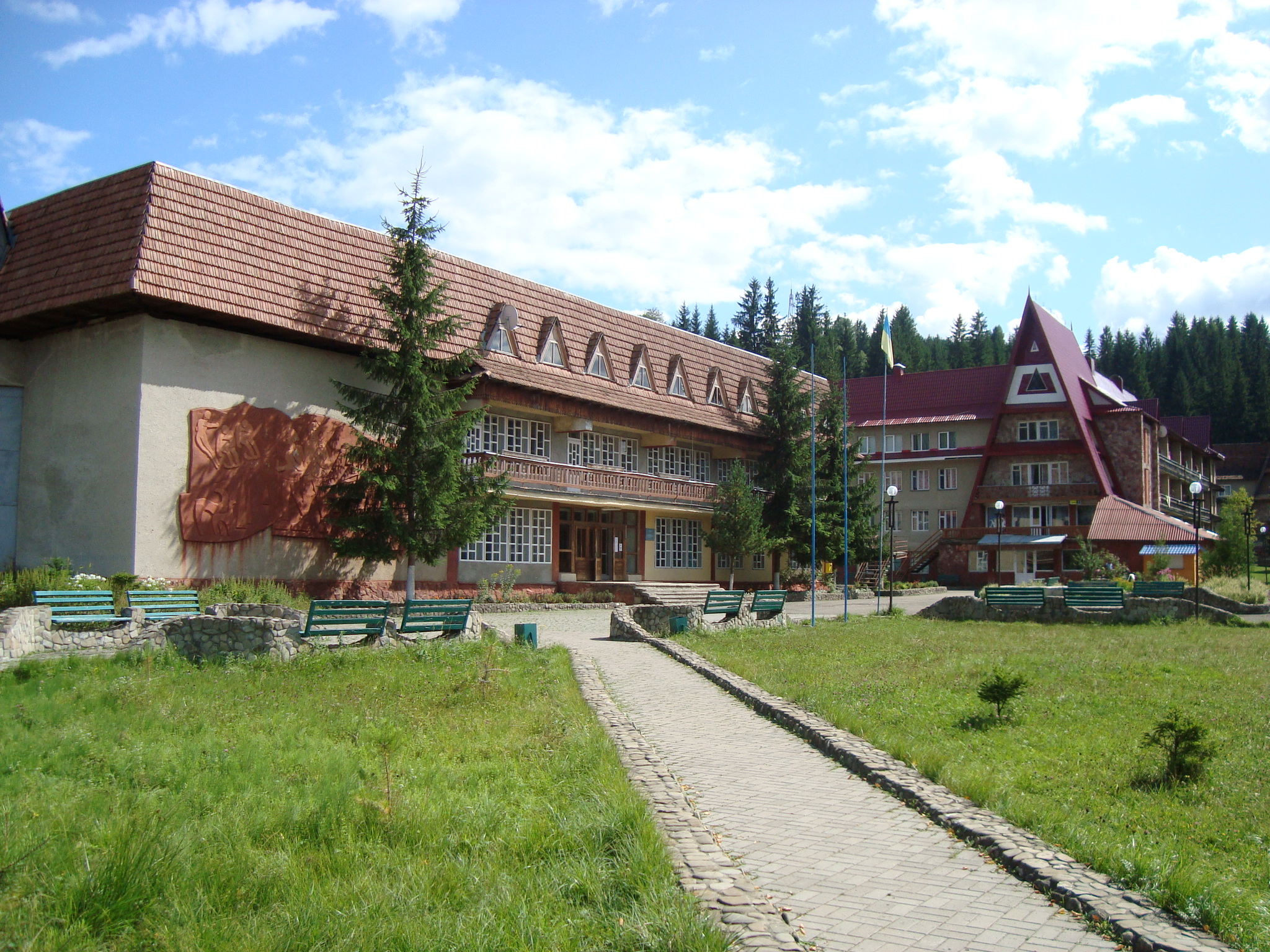